# Фантоцці в раю
«Фантоцці в раю» — кінофільм. Сиквел фільму «Фантоцці бере реванш».

## Сюжет
Уго Фантоцці постарів, старіють і його друзі і колеги, які вмирають один за одним. Фантоцці попадає в лікарню і лікар ставить йому помилковий діагноз, переплутавши знімки з іншим хворим. Для Уго діагноз звучить як вирок, у нього залишилось всього тиждень життя. І він пробує провести ці останні дні як найкращі в житті.

## В ролях
- Паоло Вілладжо — Уго Фантоцці
- Мілена Вукотіч — Піна, дружина Фантоцці
- Анна Маццамауро — синьйорина Сільвані
- Жижи Редер — Філліні
- Плініо Фернандо — Маріанджелла, донька Фантоцці і внучка Фантоцці Угіна
- Стефано Антонучо
- Паоло Паоліні — директор Мегафірми

## Цікаві факти
- Доньку Фантоцці Маріанджеллу насправді грав коротун зі штучним носом.
- Згодом було знято два фільми-продовження про Уго Фантоцці.
- У цьому фільмі Мегадиректора знову зіграв Паоло Паоліні, що він робив в усіх попередніх фільмах про Фантоцці.